# Dave Sardy
David Sardy, por vezes referido como D. Sardy, é um músico, compositor, letrista e produtor musical norte-americano.
Sardy já produziu artistas como Oasis, Noel Gallagher, Jet, Chris Cornell, Devo, Red Hot Chili Peppers, Rage Against the Machine, Wolfmother e The Rolling Stones.